# ۱۲۹ (عدد)
۱۲۹(صد و بیست و نه) یک عدد طبیعی است که بعد از ۱۲۸ و قبل از ۱۳۰ قرار دارد.